# IC 1631
IC 1631 ist eine Spiralgalaxie mit aktivem Galaxienkern vom Hubble-Typ Sab im Sternbild Phönix am Südsternhimmel. Sie ist schätzungsweise 411 Millionen Lichtjahre von der Milchstraße entfernt und hat einen Durchmesser von etwa 110.000 Lichtjahren. 

Im selben Himmelsareal befinden sich u. a. die Galaxien IC 1625, IC 1627, IC 1630, IC 1633.
Das Objekt wurde im Jahr 1899 von DeLisle Stewart entdeckt.